# پل کرک
پل کرک (انگلیسی: Paul Melvyn Carrack؛ زادهٔ ۲۲ آوریل ۱۹۵۱) یک موسیقی‌دان است. وی از سال ۱۹۶۹ میلادی تاکنون مشغول فعالیت بوده‌است.